# بخش لپا رادا
بخش لپا رادا (به انگلیسی: Lepa Rada district) یک منطقهٔ مسکونی در هند است که در آروناچال پرادش واقع شده‌است.